# Tsmak, Ararat
Tsmak (armeniska: Ծմակ) är ett berg i Armenien. Det ligger i provinsen Kotajk, i den centrala delen av landet, 10 kilometer sydost om huvudstaden Jerevan. Toppen på Tsmak är 1 489 meter över havet, eller 205 meter över den omgivande terrängen. Bredden vid basen är 5,2 km.
Terrängen runt Tsmak är lite bergig. Runt Tsmak är det ganska tätbefolkat, med 155 invånare per kvadratkilometer.. Närmaste större samhälle är huvudstaden Jerevan, 9,9 kilometer nordväst om Tsmak.
Trakten runt Tsmak består i huvudsak av gräsmarker.